# Киснева катастрофа

Затримка в утворенні кисневої атмосфери: a) біосфера не продукує кисень, b) кисень продукується, але поглинається в океанах і осадових породах c) кисень починає виділятися з океанів, але поглинається на суші, а також йде на утворення озонового шару

Киснева катастрофа — докорінна зміна довкілля, що відбулася приблизно 2,4—2,0 мільярдів років тому під час сидерійського періоду на початку протерозойського еону, палеопротерозойської ери.
Приблизно 2,7 мільярда років тому атмосфера Землі складалася в основному з вуглекислого газу (приблизно 90 %). З появою живих організмів, які почали застосовувати фотосинтез, поглинаючи вуглекислий газ та виробляючи кисень, склад атмосфери зазнав кардинальних змін. У сучасну геологічну еру вміст вуглекислого газу в атмосфері дорівнює приблизно 0,03 %. Відповідно, значно знизився атмосферний тиск.
Першими мікроорганізмами, які почали виробляти кисень шляхом фотосинтезу були океанічні ціанобактерії.

## Масове вимирання
Це призвело до екологічної катастрофи, оскільки кисень отруйний для анаеробних організмів, що домінували на той час. Зміна складу атмосфери призвела до масового вимирання видів. Анаеробні бактерії вціліли лише глибоко під водою та в землі, де доступ кисню обмежений. Проте ця екологічна катастрофа створила передумови для розвитку енергетично вигіднішого кисневого метаболізму живих організмів і розквіту життя в наступні епохи.

## Геологічна історія
Помітна кількість кисню в атмосфері з'явилася близько 2,2 млрд років тому.
Вміст вільного кисню в атмосфері, який становить тисячну частку сучасного (точка Юрі), було досягнуто близько 1,2 млрд років тому. Це зумовило можливість появи організмів, що використовують кисень для дихання, зокрема, близько мільярда років тому з'явилися перші тварини.
З біологічного погляду критичним рівнем вмісту кисню є 0,2 % (т.з. точка Пастера, близько однієї сотої частки сучасного вмісту кисню), коли процеси окиснення стають для живих організмів енергетично більш вигідними, ніж анаеробне дихання. Вважається, що точки Пастера було досягнуто близько 600 млн років тому, що призвело до масового розповсюдження тварин на початку фанерозою.
Близько 400 млн років тому, коли концентрація кисню в атмосфері становила близько 10 % сучасної, утворився озоновий екран, після чого вміст кисню в атмосфері дуже швидко досяг сучасного рівня.

## Затримка
Між виникненням фотосинтезу й кисневою катастрофою була затримка в 300 млн років[джерело?].
Одне з запропонованих пояснень затримки — тектонічні зміни, які привели до появи морських шельфів, на яких органічний вуглець міг відкладатися у вигляді осаду. Крім того, вироблений кисень зв'язувався з іонами заліза, якими на той час був багатий океан, утворюючи поклади залізної руди. Проте ці механізми не можуть повністю пояснити природу затримки.
У 2006 році з'явилася нова гіпотеза. Здатні до фотосинтезу організми також виробляють метан. Метан легко окислюється під дією ультрафіолетового опромінення, зв'язуючи таким чином вивільнений кисень. Математичне моделювання атмосфери довело, що їй притаманна бістабільність — можуть існувати два різні рівноважні стани, в одному з яких вміст кисню становить 0,2 %, а в іншому — понад 21 %. До бістабільності призводить та обставина, що в атмосфері з високим вмістом кисню виникає озоновий шар, який має здатність екранувати ультрафіолетове випромінювання.